# غريميشوفو (نيزنيج نوفغورود)
غريمياتشيوفو (بالروسية: Гремячёво) هي مدينة في مقاطعة نيجني نوفغورود أوبلاست في روسيا.
يبلغ عدد سكانها حوالي 5280 نسمة.